# Мария Каролина Бурбон-Двете Сицилии
Мария Каролина Бурбон-Двете Сицилии, с рождено име Мария Каролина Фердинанда Луиза Бурбон (на италиански: Maria Carolina Ferdinanda Luisa di Borbone; * 5 ноември 1798, Кралски дворец в Казерта, дн. Италия; † 16 април 1870, Замък Брюнзее при Мурек, Австрийска империя) е принцеса на Двете Сицилии и чрез брак херцогиня дьо Бери и херцогиня на Грация.

## Произход
Тя е дъщеря на Франциск I (* 1777, † 1830), крал на Двете Сицилии, и на първата му съпруга Мария Клементина (* 1777, † 1801), ерцхерцогиня на Австрия. Има един брат:
- Фердинандо (* 1800, † 1801).

Има и пет природени братя и шест природени сестри от втория брак на баща си, сред които Луиза Карлота, инфанта на Испания и херцогиня на Кадис, Мария Кристина, кралица на Испания, Фердинанд II, херцог на Пулия и на Ното, херцог на Калабрия и крал на Двете Сицилии, Карл Фердинанд, княз на Капуа, Мария Антония, велика херцогиня на Тоскана, Мария Амалия, чрез брак инфанта на Испания и на Португалия, и Тереза Кристина, чрез брак последна императрица на Бразилия. Има и двама природени братя от извънбрачни връзки на баща си.

## Биография

### Брак с Шарл-Фердинанд д'Артоа, херцог на Бери (1816 – 1820)
След като прекарва детството и юношеството си в Палермо и в Неапол, Мария Каролина заминава за Франция, за да се омъжи през 1816 г. за Шарл-Фердинанд д'Артоа, херцог на Бери, по-малък син на графа на Артоа Шарл – бъдещ Шарл X и брат на крал Луи XVIII. Въпреки че съпругът ѝ е двадесет години по-възрастен от нея и бракът им е уреден, те изглеждат много близки. За тях е уреден Елисейският дворец. След брака си тя получава титлата „херцогиня дьо Бери“.
През 1820 г. Шарл-Фердинанд е убит в Парижката опера от фанатика Лувел, който желае да сложи край на династията.

### Вдовство (1820 – 1830)
След убийството на съпруга ѝ тя се премества в Тюйлери. Седем месеца по-късно Мария Каролина ражда сина им Анри, граф на Шамбор, който продължава мъжката линията на унаследяване на френската кралска династия на Бурбоните.
През същата 1820 г. умира крал Луи XVIII, а френската корона е наследена от Шарл X, дядото на Анри. Като майка на престолонаследника Мария Каролина се превръща в ключова фигура в политическия живот на Франция в периода на Реставрацията.
Мария Каролина има напълно противоположен темперамент на този на своята балдъза Мария Тереза Шарлота, херцогиня на Ангулем: тя е малко привързана към етикета, обича да кани хора и е много чувствителна към модата.
Мария Каролина е голяма покровителка на изкуствата, насърчава художници, музиканти и хора на литературата. След представление в двора на комедиантите от театъра „Жимназ“ тя поема тяхното покровителство и театърът става известен от този момент до 1830 г. като „Театърът на Мадам дьо Бери“.
Често обича да се отдалечава от столицата и играе значителна роля в модата на плуване в морето, особено в Булон сюр Мер и в Диеп, като охотно практикува тези забавления през добрите сезони. Именно тя открива участък от изкуствения канал Сома.

### Първо изгнание и завръщане във Франция (1830 – 1832)
През 1830 г. Мария Каролина е принудена да напусне Франция след като в Париж избухва т. нар. Юлска революция, а крал Шарл X и херцогът на Ангулем абдикират на 3 август в полза на Анри V. Тя следва кралското семейство в Англия. Там тя се оказва в рязък контраст с Шарл X, на чиято ренегатска политика противопоставя проекта за легитимна контрареволюция във Франция. След остри конфликти Мария Каролина, подкрепяна от най-активните легитимисти (поддръжници на Бурбоните), получава, макар и условно, регентството и през юни 1831 г. напуска Англия, за да се върне в Италия.
След кратък престой в Лигурия (Генуа и Сестри, юли 1831 г.), политически важен за контактите ѝ с Карл Алберт Савойски-Каринян и за разговорите ѝ с многобройните легитимистки делегации, допуснати в сардинските държави без паспорт, тя се установява в Маса като гостенка на херцога на Модена – единственият италиански суверен, който не е влязъл в дипломатически отношения с Луи-Филип. Посещението ѝ в Рим и Неапол обаче не постига политически резултати поради строгия контрол, на който е подложена дейността ѝ от страна на френската дипломация. Карл Алберт е принуден да води изключително предпазлива официална политика от френския посланик Барант и от консула в Генуа Деказе, но тайно и чрез посредник поддържа най-близък контакт с малкия двор на Маса: той лично внася над 810 000 франка за финансирането на Мария Каролина и поисква бунтовнически действия.
Насърчена и от други реакционни дворове и най-вече уверена в успеха на легитимистите, които я призовават, Мария Каролина напуска Маса в нощта на 24 април 1832 г. и снабдена със сардински паспорт, с малката си свита се качва във Виареджо на сардинския кораб „Карл Алберт“. Слиза недалеч от Марсилия на 28 април; но планираният бунт се проваля напълно и тя иска да отиде във Вандея. Тук ръководителят на вандеанците и делегатът на Парижкия комитет, които са сред първите, които я призовават към компанията, се опитват да я убедят да се откаже, но Мария Каролина не е съгласна и издава заповед за общо въстание през нощта на 4 срещу 5 юни. При Шен ан Виейванж осемстотин бунтовници са победени от кралските войски и Мария Каролина, която смело е помогнала на битката, се укрива с малко доверени свои лица в Нант. Оттам тя поддържа тесен контакт с всички реакционни дворове и преди всичко с легитимисткия комитет на Хага, който гледа към съюз с Нидерландия и разделянето на Белгия. Карл Алберт се ангажира да се намеси, но при условие, че бъде предшестван от друга държава. Луи-Филип и френското правителство се опитват напразно да убедят Мария Каролина да напусне Франция, искайки да избегнат съдебен процес за държавна измяна на близък роднина на суверена, което, между другото, би повдигнало въпроса за легитимността. Премиерът Адолф Тиер нарежда да я арестуват, което е възможно благодарение на доноса на нейния агент Симон Дойц (ноември 1832 г.). Затворена във форта Блай, Мария Каролина се завръща като символ на легитимисткия бунт, който е изразен в думите на Шатобриан: „Мадам, Вашият син е мой крал“.

### Затвор, скандал и втори брак (1833)
Тогава се разразява много деликатен скандал: Мария Каролина е замесена в необмисления опит за въстание като вдовица на сина на Шарл X (убит на 13 февруари 1820 г. и мъченик на Кралския дом) и майка на престолонаследника – графът на Шамбор Анри д'Артоа. Освен това по време на затворничеството си в крепостта Блай тя ражда дъщеря си Анна Розалия на 10 май 1833 г., която очевидно не е от покойния ѝ съпруг. По този повод херцогинята е принудена да признае за своя таен брак с херцог Еторе Карло Лукези Пали, сицилиански благородник и политик. Двата факта предизвикат много шум и са използвани с голяма полемична ефективност от правителството на Луи-Филип (който кара на раждането да присъстват свидетели, избрани от маршал Тома Робер Бюжо).

### Второ изгнание и смърт (1833 – 1870)
Чрез брака си с херцог Лукези Пали Мария Каролина престава да е част от Френското кралско семейство. Така тя получава разрешение да напусне Франция и на 8 юни 1833 г. тръгва с дъщеричката си за Палермо. Оттам се отправя към Париж, но Шарл X отказва да я приеме, освен при определени условия. Въпросът всъщност е много деликатен, тъй като херцогинята е вдовица на сина му и майка на престолонаследника. Поради това Шарл X иска доказателство за съществуването на законен акт за брак с херцог Еторе Лукези Пали. Той поверява деликатната мисия на Гийом Изидор, граф на Монбел, бивш вътрешен министър, заедно с Пиер-Луи-Огюст Ферон, бивш външен министър през 1827 – 1829 г. Те откриват Мария Каролина във Флоренция през септември и получават акта ѝ за брак (до този момент съхраняван във Ватикана). Изглежда, че е имало опит от страна на Шатобриан, съветник и посланик на Мария Каролина, да я накара да изложи документа, за да защити честта си, без обаче да го предаде на Шарл X, за да може тя да защити правата си на кралска принцеса. Всъщност актът за брак с неуточнена дата е взет от посланика на Шарл X в Падуа и така става възможна срещата между Шарл и Мария Каролина в Любляна.
Мария Кристина обаче не постига целите си за сближаване: тя се оказва дистанцирана от кралското семейство, което ѝ отказва ръководството на образованието на сина ѝ. Това е така, защото в действителност, както става ясно от последните проучвания, реалният баща на дъщеря ѝ е бил водач на бунта, а не херцог Лукезе Пали, който се съгласява на брак, за да прикрие скандала и защото обича принцесата.
Мария Каролина изчезва от политическата сцена. Живее със семейството си във Венеция. По-късно се премества с него в Австрия, където живее до смъртта си на 71-годишна възраст през 1870 г. в замъка Брюнзее при Мурек.
Приживе тя публикува мемоарите си във Франция, където не споменава за брака и за раждането на дъщеря си Анна Розалия: Mémoires historiques de S.A.R. Madame, duchesse de B. depuis sa naissance jusqu'à ce jour, a cura di A. Nettement, Paris 1837. Нейният дневник е частично публикуван като A. de Reiset, Marie Caroline duchesse de B., 1816-1830, Париж 1906. Има множество биографии, до голяма степен посветени на начинанието във Вандея и проблема с втория ѝ брак.

## Брак и потомство
∞ 1. 1816 в Катедралата „Нотр Дам“ в Париж за Шарл-Фердинанд, херцог на Бери (* 24 януари 1778, Версай; † 14 февруари 1829, Париж), от когото има двама сина и две дъщери:
- Анри, граф на Шамбор, синПринцеса Луиза-Елизабета Бурбон-Френска (* 13 юли 1817, † 14 юли 1817);
- Принц Луи Бурбон-Френски (*/ † 13 септември 1818 г.)
- Луиза-Мария-Тереза д'Артоа (* 21 септември 1819, Париж; † 1 февруари 1864 Венеция); ∞ 10 ноември 1845 в замъка Фросдорф в Австрия за Фердинанд Карл III Бурбон-Пармски (* 14 януари 1843, Лука; † 27 март 1854, Парма), бъдещ херцог на Парма (1849 – 1854), от когото има двама сина и две дъщери
- Анри д'Артоа (* 29 септември 1820, Тюйлери; † 24 август 1883, Фросдорф), херцог на Бордо и граф на Шамбор; ∞ 7 ноември 1846 в Модена (с пълномощник), 16 ноември 1846 (лично) в Брук ан дер Мур за Мария-Тереза Хабсбург-Есте (* 14 юли 1817, Модена; † 25 март 1886, Гориция), ерцхерцогиня на Австрия, принцеса на Бохемия, Унгария, Модена и Реджо, от която няма деца.

∞ 2. 14 декември 1831 в Маса за Еторе Карло Лукези-Пали (* юли/август 1806, Неапол; † 1 април 1864, Венеция), херцог на Грация и княз на Кампофранко, политик, син на Антонио Лукези-Пали, херцог на Грация и княз на Кампофранко, и на Анна Мария Франческа Паола Пинятели Талявия Арагонска, от когото има един син и пет дъщери:
- Анна Мария Розалия Лукези-Пали (* 10 май 1833, Блай; † октомври 1833, Ливорно);[1]
- Мария Бианка Лукези-Пали (* 8 декември 1834, † 15 декември 1834)
- Клементина Лукези-Пали (* 19 ноември 1835, Грац; † 22 март 1925), ∞ за граф Камило Дзилери дал Верме дели Обици (* 25 август 1830, Парма; † 31 август 1896, Рекоаро), от когото има двама сина и две дъщери
- Франческа ди Паола Лукези-Пали (* 12 октомври 1836, Грац; † 10 май 1923, Рим), ∞ за Камило X Карло Алберто Масимо, княз на Арсоли (* 3 декември 1836, Рим; † 21 януари 1921, Рим), от когото има двама сина
- Мария Изабела Лукези-Пали (* 18 март 1838, Брунзее; † 1 април 1873, Мантуа), ∞ 1. за Масимилиано Кавриани (* 1833, † 1863), от когото има двама сина и три дъщери 2. за граф Джовани Батиста де Конти (* 1838, † 1903), от когото има двама сина и две дъщери
- Марио Адинолфо Лукези-Пали, херцог на Грация (* 10 март 1840, Грац; † 4 февруари 1911, Брунзее), херцог на Грация; ∞ за Николета Лукреция Руфо ди Баняра (* 2 декември 1841, Неапол; † 17 april 1931, Венеция), от която има трима сина и четири дъщери